# Véhicule intermédiaire

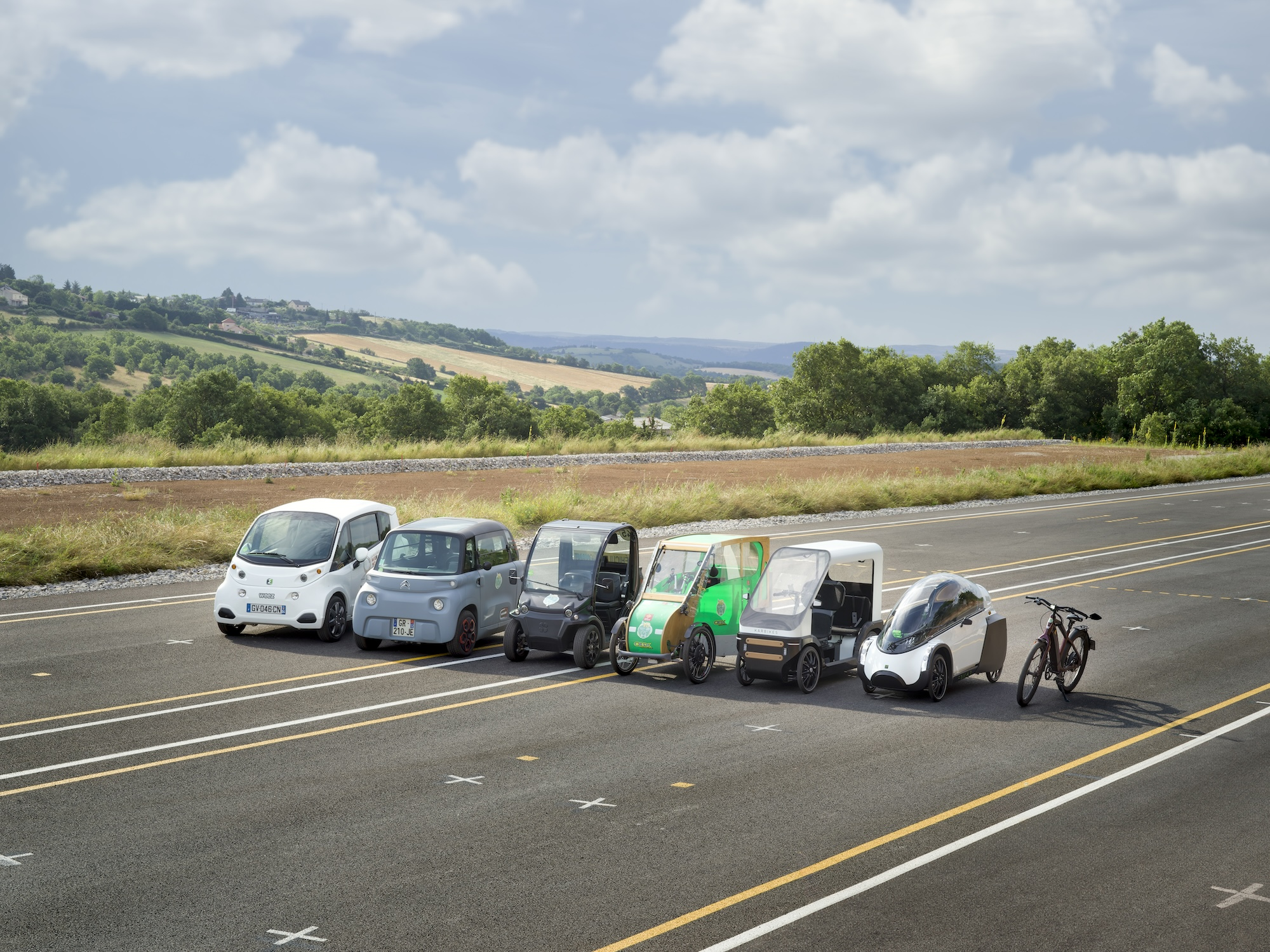
Les « Vélis » et « Vélis actif » de l'association In'VD, de la catégorie L7 (« micro-car ») à L1 (speed bike).

Un véhicule intermédiaire ou véhicule léger intermédiaire, (abrégé « Véli »), est un véhicule de transport de personnes ou de marchandises dont les caractéristiques se situent entre celles de la bicyclette et celles de l'automobile.

## Définitions

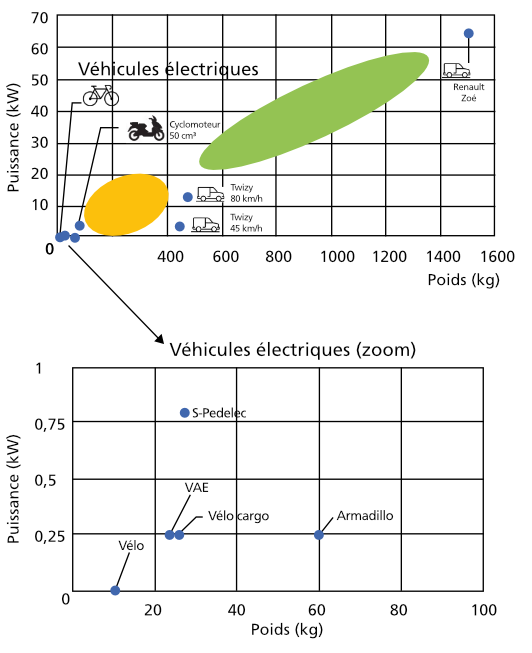
Classification de véhicules selon leur poids et la puissance de leur moteur. La zone jaune correspond à une « zone vide » qui pourrait être comblée grâce au développement de nouveaux véhicules intermédiaires.

L'ingénieur Francisco Luciano utilise l'expression « véhicule intermédiaire » en 2017 dans un rapport sur la mobilité dans les zones périurbaines, qu'il définit par ses caractéristiques techniques, son poids et sa puissance : « Dans les figures [ci-contre], nous avons représenté le poids à vide (en kg) et la puissance nominale des moteurs électriques (en kW) de différents types de vélos, des s-pedelec et deux véhicules produits par Renault : Twizy et Zoe. On observe la grande distance qui sépare les vélos / s-pedelecs des Twizy mais aussi les Twizy des petites voitures électriques. Il semble intéressant de combler ce vide en développant des véhicules intermédiaires, capables de transporter deux personnes, avec une masse inférieure à 400 kg et une motorisation de l'ordre de 20 kW ».
En 2022, un groupe de travail constitué par Frédéric Héran pour développer le sujet propose de nommer « véhicules intermédiaires » tous les modes individuels de moins de 600 kg (de poids à vide) entre le vélo classique et la voiture. Définie de cette manière, la famille des véhicules intermédiaires inclut deux modes distincts, actif et passif.
Selon le code de la route français, ces véhicules correspondent à la catégorie L[source secondaire souhaitée].

### Modes actifs
Sont indiqués sur le schéma (entre parenthèses) la catégorie selon la réglementation européenne, le poids moyen, la puissance nominale maximale du moteur et la vitesse maximale autorisée avec assistance électrique :
- vélo à assistance électrique, abrégé « VAE » (vélo ; 22 kg ; 0,25 kW ; 25 km/h) ;
- vélo cargo (vélo ; 30-70 kg ; 0,25 kW ; 25 km/h), catégorie vaste et en pleine évolution incluant des véhicules avec deux, trois ou quatre roues permettant de transporter des personnes (notamment des enfants) ou des charges jusqu'à 300 kg ; la plupart des vélos cargo sur le marché sont munis d'une assistance électrique répondant à la norme EN 15194 (VAE) mais certains fabricants proposent des modèles avec une assistance plus puissante ;
- vélomobile (vélo ; 32 kg ; 0,25 kW si munis d'assistance électrique ; 35 km/h) ;
- vélos à quatre roues et à habitacle partiellement fermé ou fermé, où le cycliste est en position plus relevée. La plupart sont des vélos à assistance électrique, d'autres des tricycles ou quadricylcles (L2e) qui nécessitent une immatriculation[note 1] ;
- cycle motorisé (L1e-A ; 33 kg ; 1kW ; 25 km/h) ;
- speed pedelec (L1e-B ; 30 kg ; 4 kW ; 45 km/h).

Les véhicules intermédiaires actifs combinent parfois l'énergie musculaire avec l'énergie électrique, de deux manières : hybridation parallèle et hybridation en série. Dans le premier cas, le pédalier (énergie musculaire) entraîne la chaîne et un moteur électrique apporte un supplément d'énergie. Dans le second cas, « le pédalier n'entraîne plus directement la roue ou les roues arrière, comme sur un vélo, mais un accumulateur d'énergie électrique… qui lui alimente un (ou plusieurs) moteurs de traction ». Un système d'hybridation en parallèle pèse moins que l'hybridation en série (5 kg versus 7 kg) et présente un meilleur rendement (5 Wh de perte pour 150 Wh fournis versus 20 Wh). L'hybridation en série simplifie la transmission et permet des modes de roulage inédits, grâce au découplage possible entre la cadence de pédalage et la vitesse de rotation des roues.

### Modes passifs
- Deux-roues, tricycles et quadricycles motorisés, équipés d'un moteur thermique ou électrique, comportant un habitacle plus ou moins fermé et deux places dans la plupart des cas. Le poids de ces véhicules peut atteindre 190 kg. Une puissance de 8 kW permet des vitesses maximales de 90 km/h à 130 km/h selon la catégorie[7].
- Véhicules ultralégers (qui tendent à peser moins de 100 kg) : de petits quads urbains électriques, sans pédalier, limités à une puissance de 4 kW (catégorie L6e-A). Ils comportent une à deux places et une protection amovible en option. Exemple : le City Quad EV4[7].
- Micro-voiture à 45 km/h, limitées à 425 kg (+ 250 kg de charge maximum) et 6 kW de puissance. Elles nécessitent le permis AM option quadricycles légers à moteur, comportent en général deux places et deviennent peu à peu électriques. Exemples : Ami (Citroën), Miniauto (Aixam), JS50 (Ligier)[7].
- Micro-voiture à 90 km/h, quadricycles ou tricycles lourds à moteur, puissance 15 kW et poids à vide 450 kg maximum pour le transport de personnes (en général, deux), accessibles à 16 ans et nécessitant un permis B1 (catégorie L7e). Exemple : Twizy 80 (Renault)[7], Duo 80 (Mobilize)[11]

Ces catégories ne sont pas étanches. Par exemple, la frontière fonctionnelle et technique entre un VAE « standard » et un vélo cargo de petite taille est ténue. Cette liste n'est ni définitive ni exhaustive car « d'innombrables écoles d'ingénieurs, bureaux d'ingénierie, startups, constructeurs de cycles, de deux-roues motorisés et même d'automobiles sont en train de développer de tels engins, restant souvent à l'état de projet ou de prototype ».

## Potentiel d'usage et de décarbonation
Selon les travaux de plusieurs chercheurs, les véhicules intermédiaires « pourraient assurer les trois quarts des déplacements actuels réalisés en voiture et réduire de presque moitié les émissions de gaz à effet de serre du transport individuel »,.

### Impact de la masse sur les émissions
La masse d'un véhicule détermine grandement les émissions liées à sa fabrication et à son usage. Une Renault Twizy de 473 kg émet 2,7 tonnes d'équivalent CO2 pour sa fabrication quand une Zoe de 1502 kg en émet 9,3. « Une masse plus élevée se traduit par une consommation d'énergie supérieure à l'usage : 9 kWh/100 km pour la Twizy, contre 16,7 pour une Zoé ».
Sur tout son cycle de vie, un vélo émet 4 grammes d'équivalent CO2 par kilomètre, soit 50 fois moins qu'une voiture citadine à essence affichant 195 gCO2éq/km. La fabrication d'un vélo en aluminium émet ce qui correspond à la combustion d'un plein d'essence de 45 litres, soit 120 kgCO2éq/km, au lieu des 5,7 tCO2éq/km pour celle d'une citadine à essence. En outre, le vélo immobilise 100 fois moins de matière que pour une citadine : 12 kg environ contre 1 200 kg. Les véhicules intermédiaires se situent entre ces extrêmes.

### Impact de la masse et de la vitesse sur l'efficacité énergétique
L'efficacité énergétique des véhicules (quantité d'énergie nécessaire pour parcourir une certaine distance, mesurée en wattheures par kilomètre) conditionne fortement la consommation d'énergie et donc les émissions à l'usage. Elle dépend de la vitesse moyenne à laquelle le véhicule roule et de la puissance utilisée. La puissance, à vitesse constante, dépend principalement de la masse du véhicule et, à partir d'une certaine vitesse, de son aérodynamique. Par rapport à une voiture électrique (150 Wh/km), les véhicules intermédiaires sont 1,15 (petite voiture électrique) à 50 fois (vélomobile) plus efficaces.   

## Initiatives autour des véhicules intermédiaires

### Ademe
En 2022, l'Agence de l'environnement et de la maîtrise de l'énergie (Ademe) lance en France l'« Extrême Défi » (« XD »), « une démarche collective en coopétition dont l'objectif est d'imaginer, prototyper et produire de nouveaux véhicules, intermédiaires entre le vélo et la voiture, sobres et efficaces, durables, simples et peu coûteux, remplaçant la voiture pour les déplacements et la logistique du quotidien dans des territoires périurbains et ruraux. Ces véhicules seront par design évolutifs, reconditionnables, à durée de vie très longue, très efficaces et assemblés et maintenus localement ». Le cahier des charges de l'événement est ambitieux : réduire les coûts du déplacement par dix, augmenter la durabilité par dix et réduire la consommation par dix, dans tous les cas par rapport à la voiture moyenne. Une base de données ouverte dédiée aux véhicules intermédiaires a été ouverte dans ce cadre.
L'Ademe organise également des salons consacrés aux véhicules intermédiaires.

### AVELI
L'Association des acteurs des véhicules légers intermédiaires (AVELI), créée en 2023, réunit des fabricants, des industriels et des particuliers autour de la promotion et du développement des véhicules intermédiaires.

### LEVA-EU
L'association européenne LEVA-EU a été créée spécifiquement pour promouvoir les véhicules électriques légers (light electric vehicles). Ses actions concernent particulièrement l'évolution du cadre règlementaire européen pour les véhicules de la catégorie L.

### Association In'VD, Innovation Véhicules Doux
L'Association Innovation Véhicules Doux fondée en février 2020 et commence à développer des solutions de mobilités faisant partie des véhicules intermédiaires dès 2018. Elle s'est fait notamment connaître via le prototype Sorean du constructeur QBX, communément appelé « La Bestiole ». L'association met gracieusement à disposition des citoyens volontaires sa flotte de véhicules de catégorie L dans le cadre d'une expérimentation nommée « Vitamines12 »,. L'association diffuse le premier magazine dédié aux véhicules intermédiaires en janvier 2025, Le Magazine des Vélis.

### Tour de France
Le reporter Jérôme Zindy réalise le premier tour de France en véhicule intermédiaire durant deux mois, en 2024,.